# Alsodes
Alsodes és un gènere de granotes de la família Leptodactylidae oriünda de l'Argentina i Xile. És el gènere de granotes més ric en espècies de la Patagònia. S'ha encunyat el nom comú granotes de pit espinós.

## Descripció
La característica d'aquest gènere és que durant l'època reproductiva, els mascles adults tenen estructures espinoses als dits i taques espinoses arrodonides al pit. La cria té lloc en rierols de gran cota i els capgròss tenen desenvolupament, inclosa l'hivernada sota coberta de gel.